# Calathea latrinotecta
Calathea latrinotecta är en strimbladsväxtart som beskrevs av H.A.Kenn. Calathea latrinotecta ingår i släktet Calathea och familjen strimbladsväxter. Inga underarter finns listade.